# Ziteil

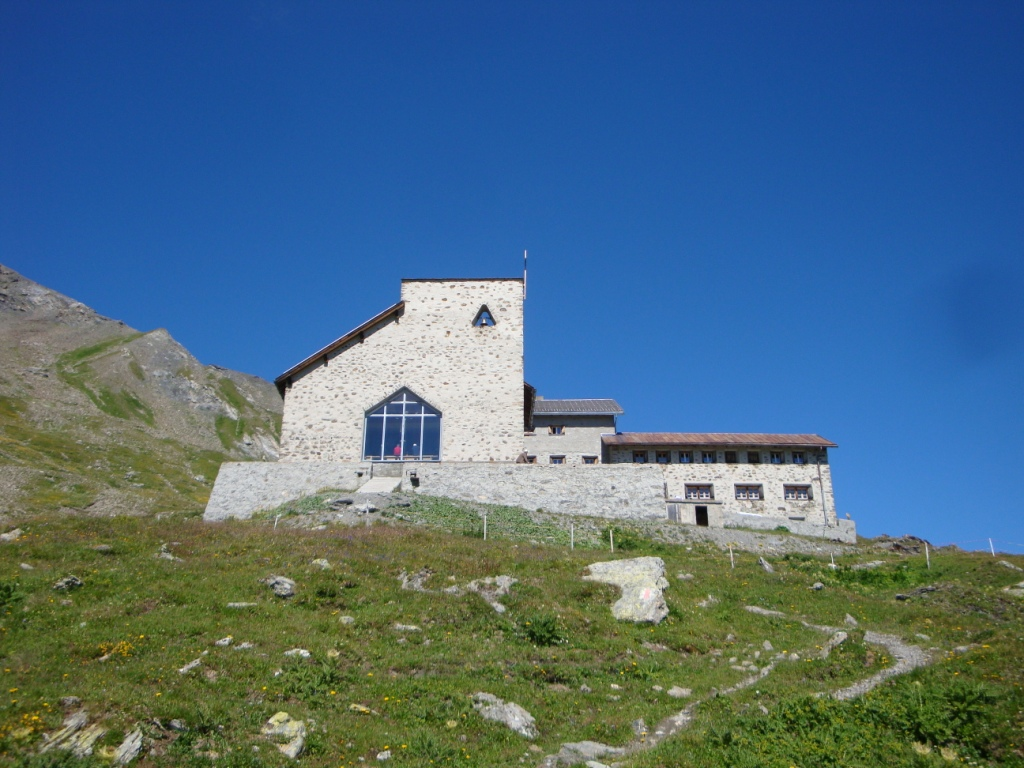
Wallfahrtskirche St. Mariä Heimsuchung

Das Marienheiligtum Ziteil ⓘ ist ein Wallfahrtsort am Osthang des Piz Curvér (2971,8 m ü. M.) auf dem Gemeindegebiet von Surses im Kanton Graubünden in der Schweiz. Die Wallfahrtskirche mit Pilgerhaus liegt auf 2429 m ü. M. oberhalb von Salouf und ist somit der höchste Wallfahrtsort der Ostalpen (höhere in den Westalpen: Mont Thabor, Rocciamelone u. a.) und eines der höchstgelegenen Gotteshäuser der Alpen (höhergelegene Kapellen z. B. auf dem Stilfser Joch und auf dem Col de l’Iseran).
Ziteil bietet eine umfassende Aussicht auf die Oberhalbsteiner und auf die Albula-Alpen (Bergüner Stöcke, Err- und Forbeschgruppe) sowie auf den Piz Bernina (4049 m ü. M.).

## Wallfahrtsgeschichte

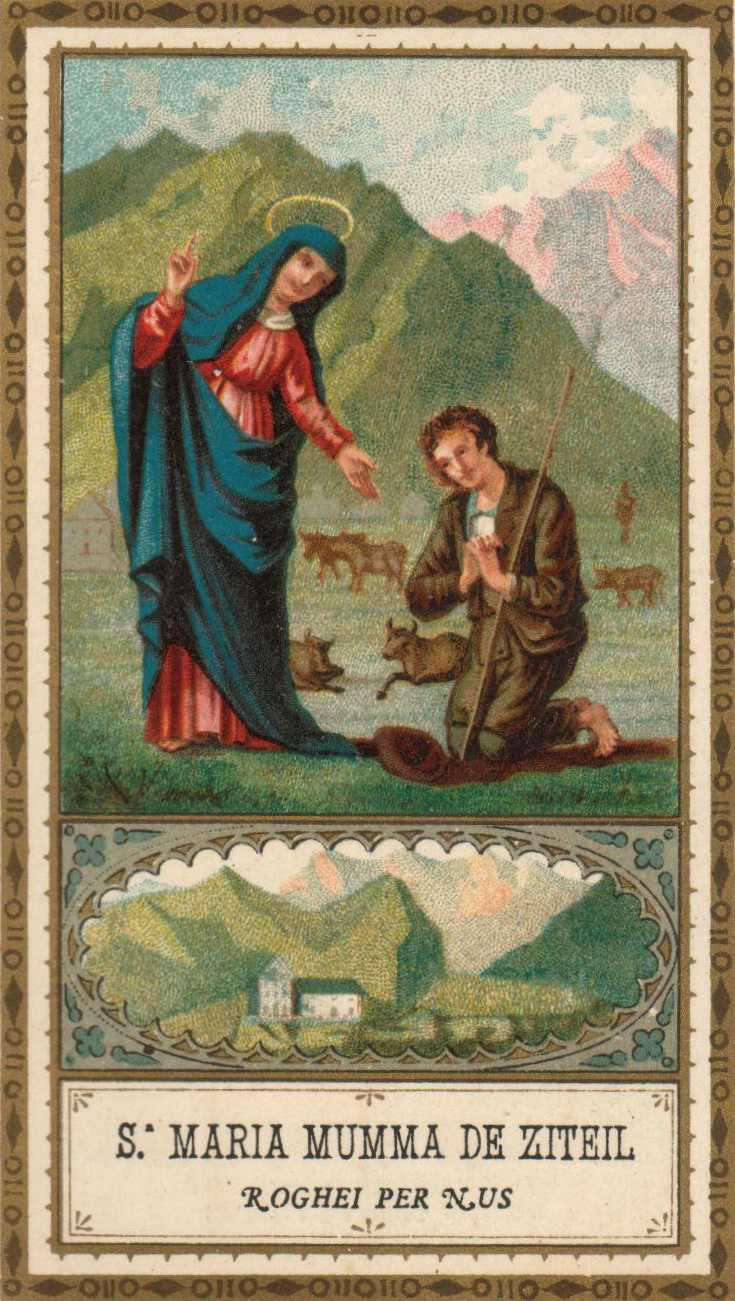
Die Erscheinung der Mutter Gottes vor dem Hirten Giatgen Dietegen de Marmels, 1580

Die Wallfahrten gehen zurück auf das Jahr 1580, als eine weissgekleidete Frau von kleiner Statur, die ihr Gesicht mit einem weissen Schleier verhüllt hatte, einem 18-jährigen Mädchen im Oberhalbstein erschien, das auf den Berg gegangen war, um Holz zu sammeln. Die Frau sagte zu dem Mädchen:
"Gehe hin und sage dem Volk im Land Oberhalbstein, es habe nun soviel gesündigt, dass nicht noch mehr ertragen werden könne. Wenn es sich nicht bessere, werde Gott es streng bestrafen, so dass er nicht nur die Feldfrüchte verdorren, sondern das Volk vom Jüngsten bis zum Ältesten sterben lassen werde. Ich kann bei meinem Sohn für dieses Volk nicht mehr Fürbitte einlegen."
Nachdem die Frau verschwunden war, wagte das Mädchen niemandem etwas davon zu erzählen. Am folgenden Tag, als es zum selben Ort kam, erschien ihm neuerdings dieselbe Frau und fragte es, warum es dem Volk nicht gesagt habe, was sie ihm aufgetragen hatte. Als das Mädchen antwortete, es habe nichts sagen dürfen, wiederholte sie nochmals das Gleiche, hinzufügend, es solle keine Angst haben und dem Volk sagen, es solle Busse tun und mit dem Kreuz Prozessionen halten, und dann werde ihm Gott leicht die Sünden verzeihen. Das Mädchen solle diesmal nicht unterlassen, das Aufgetragene dem Volk mitzuteilen, sonst werde es selbst bestraft werden.
Trotzdem wagte es das Mädchen nicht, jemandem etwas davon mitzuteilen; und in der folgenden Nacht, als es neben der Mutter schlief, fing eine Stimme an, das Mädchen zu rufen. Als die Mutter zum zweiten Mal die Stimme hörte, fragte sie, wer rufe. Auf die Antwort, nicht sie werde gerufen, sondern ihre Tochter, weckte sie diese, und die Stimme wiederholte dasselbe wie die zwei früheren Male. Da fragte die Mutter ihre Tochter, was vorgefallen sei und ob die Frau schon früher mit ihr gesprochen habe. Die Mutter erzählte am folgenden Tag alles, was sie von ihrer Tochter erfahren hatte, einer anderen Frau, und diese erzählte es ihrem Mann. Da dieser dem Landvogt des Hochgerichtes Bericht erstattete, nahm der Landvogt Mutter und Tochter ins Verhör und verordnete Prozessionen, an denen jedes Mal über 3000 Personen teilnahmen.
Acht Tage darauf erschien dieselbe Frau einem 16-jährigen Knaben in Ziteil: Er sah eine Frau im Gebet an einer kleinen Quelle knien. Als er aus Furcht zwei Männer zu Hilfe rufen wollte, rief die Frau den Knaben liebevoll zu sich und sagte ihm das Gleiche wie zuvor schon dem Mädchen und fügte hinzu, sie habe nicht aufgehört, zu ihrem Sohn für das Volk zu beten. Aber es sei nötig, dass das Volk sich aufrichtig bekehre und mit den Prozessionen fortfahre, weil sie sonst nicht erhört werde. Bevor sie wegging, sah er ihr gerötetes Knie, als ob sie zeigen wollte, man müsse sich beim Gebet abmühen. Nachdem er einige Schritte gegangen war, drehte er sich um, um die Frau zu sehen, doch sie war verschwunden. Als man anfing, Prozessionen zu halten, fingen alle verdorrten Feldfrüchte wieder zu grünen an und weckten Hoffnung auf eine sehr gute Ernte.
Diese Ereignisse sind niedergeschrieben in einem Bericht vom 6. Juli 1580, den der Landvogt des Hochgerichtes Oberhalbstein, Albert de Baselgia, zu Handen des Apostolischen Nuntius, Giovanni Francesco Bonomi, Bischof von Vercelli, erstellt hat und der sich im Vatikanischen Archiv befindet. Die Überlieferung berichtet, dass der Hirt Giatgen Dietegen de Marmels geheissen habe und dass zur Bekräftigung seiner Aussage an jenem Abend Ziteil im strahlenden Licht erglänzt sei.

## Pilgerlieder

### Das neue Pilgerlied
Wörtliche Übersetzung:
| Erste Strophe Empor aus Tränentäler Pilger laufen über die Wiesen, durch die Wälder, zu blauen Bergen, unter dem Kreuz ihrer Sorgen, ihrer Sorgen. Zweite Strophe Schweiss und Tränen begiessen den steilen Hang des Piz Curvér! Nicht so leicht wie der des Hirten; schwer mit Kreuzen ist sein Rucksack! ist sein Rucksack! | Dritte Strophe Die Mutter Gottes über der Ansammlung hebt, segnend, die Hand. Voll Vertrauen, öffnet sich wieder, wie eine Blume, das kranke Herz, das kranke Herz. Vierte Strophe Ein Nebelmeer deckt, unter Ziteil, das tiefe Tal! Wie zu anderen Sphären gehoben, freudig vergessen sie all das Leid, vergessen sie all das Leid! |

### Das alte Pilgerlied
Wörtliche Übersetzung:
| Erste Strophe Auf langer, mühsamer Reise gehen wir heute zur Vergebung, zur heiligen Pilgerfahrt in aller Andacht. Zweite Strophe Auf dem Berg bist du erschienen dem frommen Hirten, da wirst du verehrt vom Volk mit Leidenschaft. | Dritte Strophe Oh wende mit Liebe zu uns Sünder dein Auge, und führe uns mit Lieblichkeit zu deinem allerheiligsten Sohn. Vierte Strophe Auf dem Berg der Heiterkeit, vor dem göttlichen Thron, oh hilf hoch, Maria, den müden Pilger. |

## Baugeschichte
Nach zwei Marien-Erscheinungen im Sommer 1580 wurde in Ziteil eine bescheidene Kapelle gebaut. 1679 wird erstmals eine Kirche erwähnt, als der Pfarrer Johann Gaudenz Janett den alten Altar durch einen neuen ersetzen liess. 1710 wird von einer Neuweihung der Kirche berichtet. Diese wurde 1846–1849 umgebaut. Im Jahre 1959 wurde eine neue Kirche erbaut und 1977 aufgestockt. 
1848 wurde ein an die Wallfahrtskapelle angebautes Pilgerhaus errichtet, das in den Jahren 1914 und 1949 erweitert wurde. Hier steht Raum für 150 Pilger zur Verfügung.

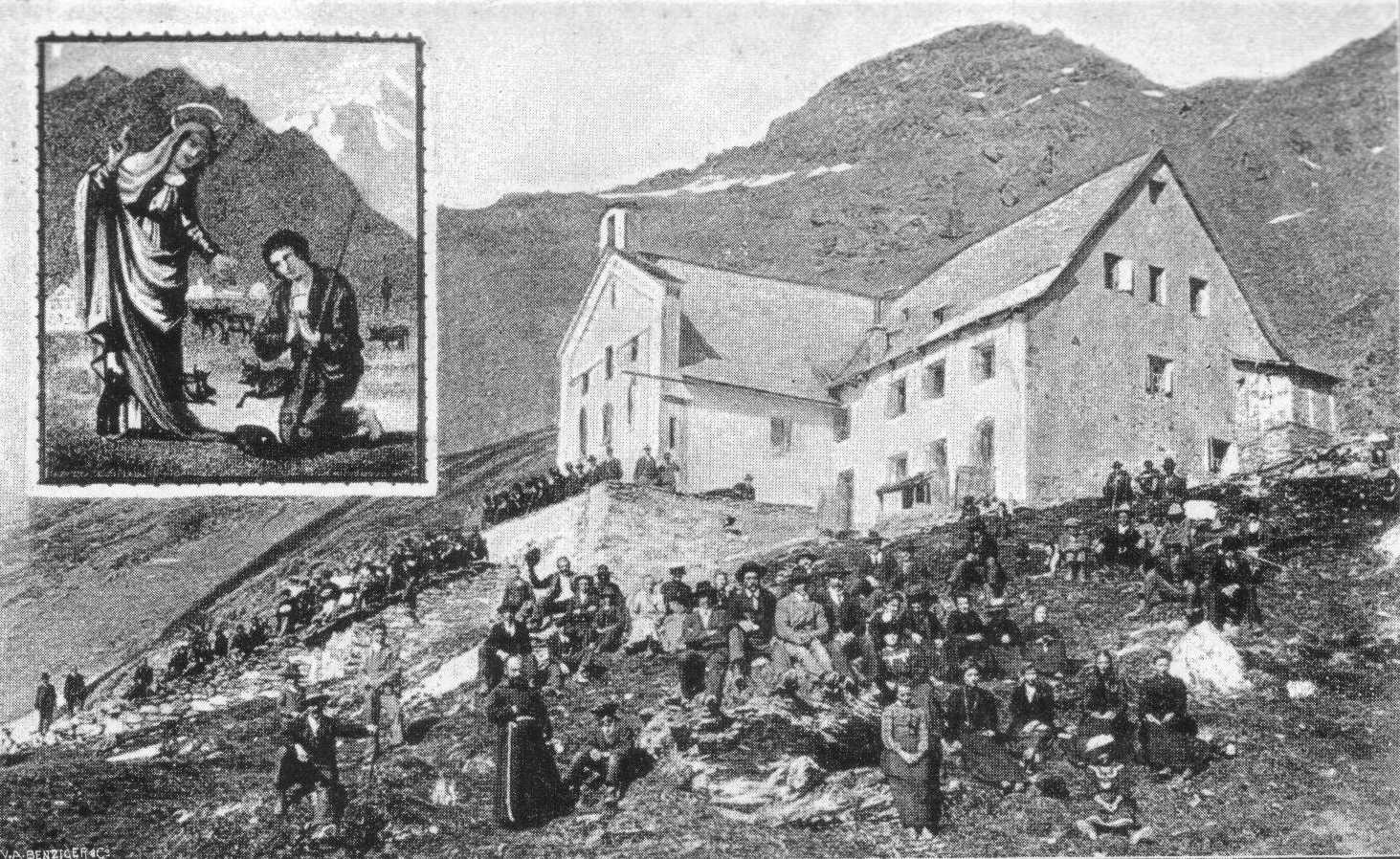
Aussenansicht vor 1918
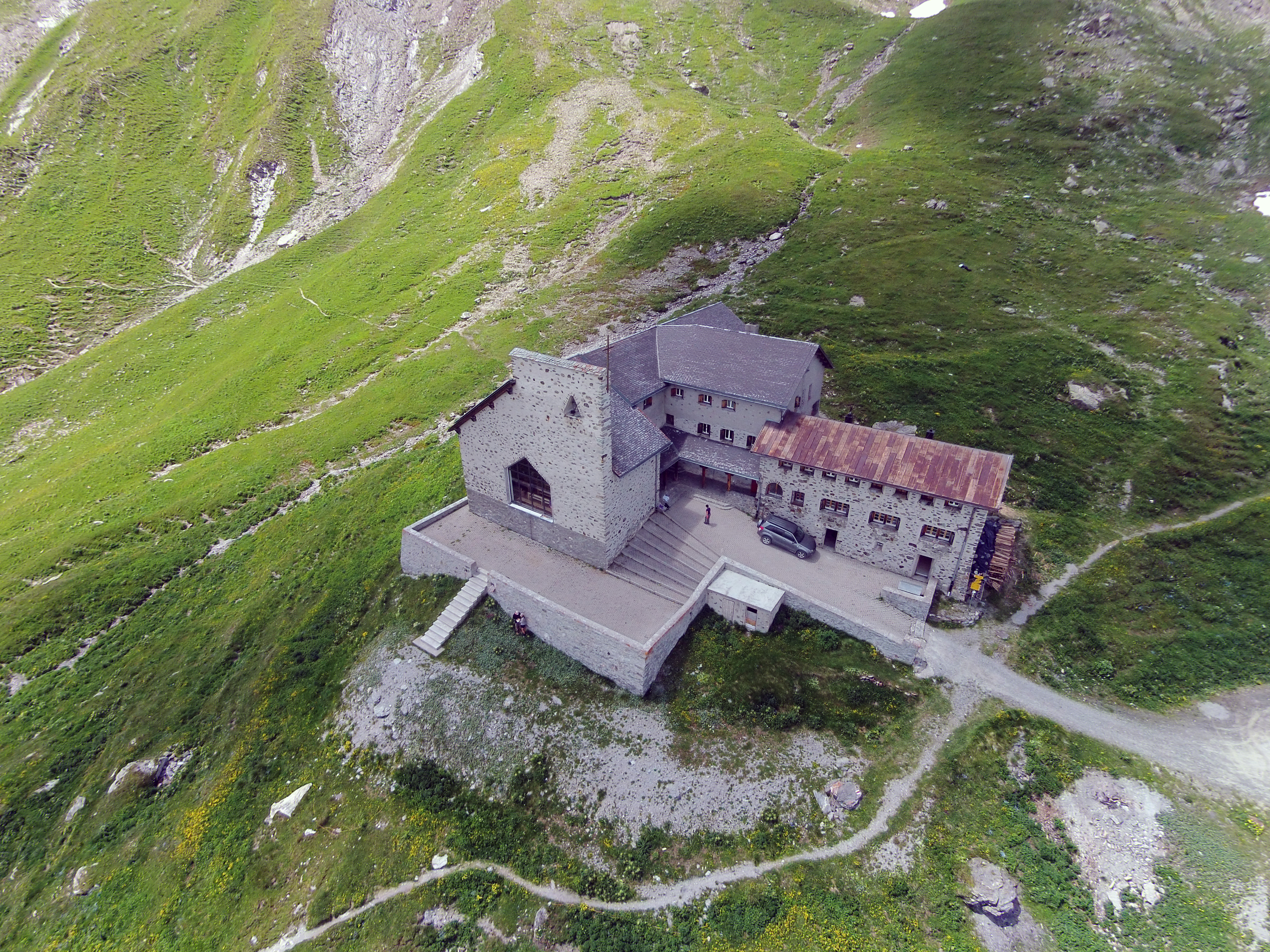
Gebäudekomplex heute
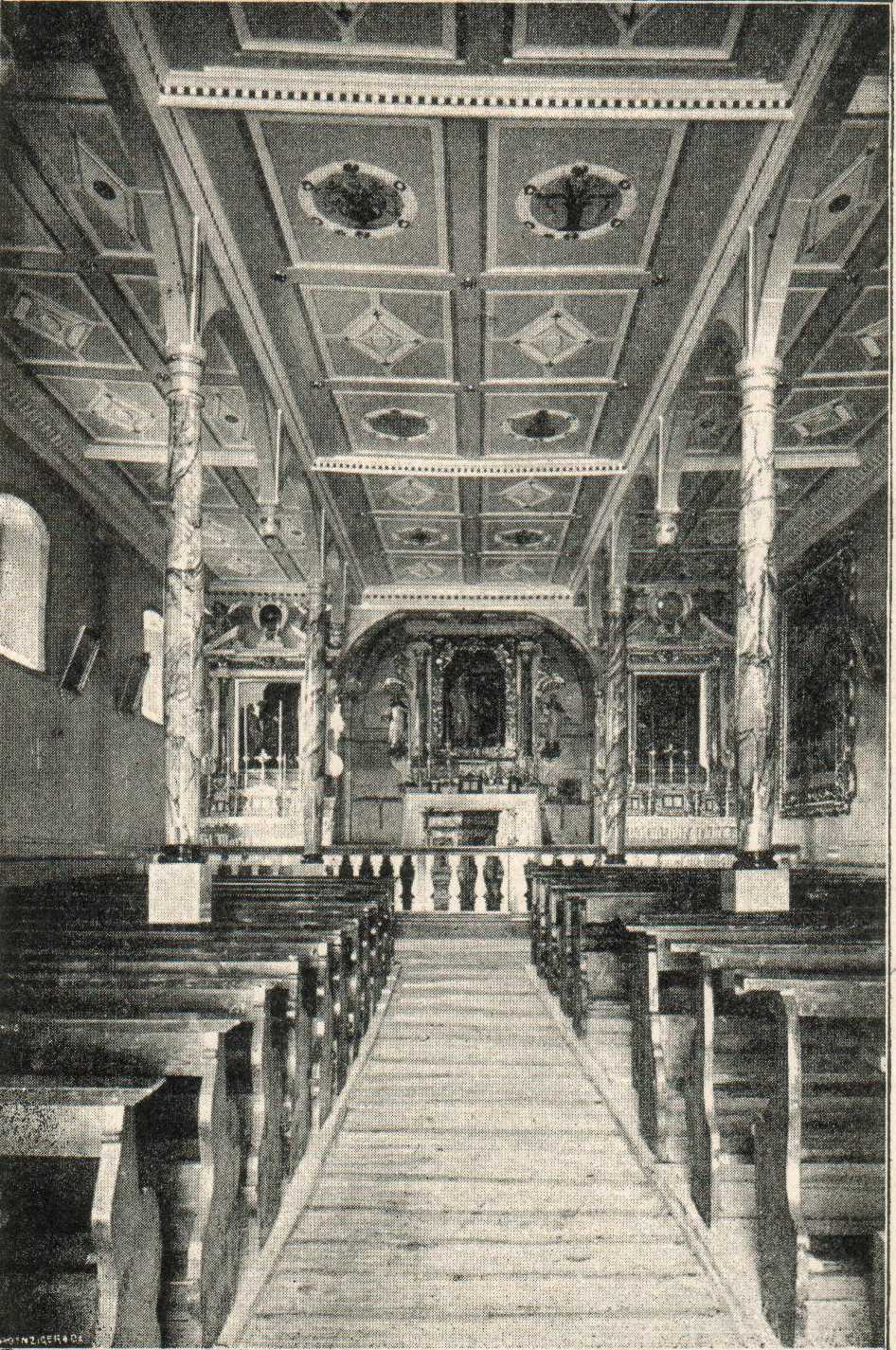
Innenansicht der Kirche vor 1918
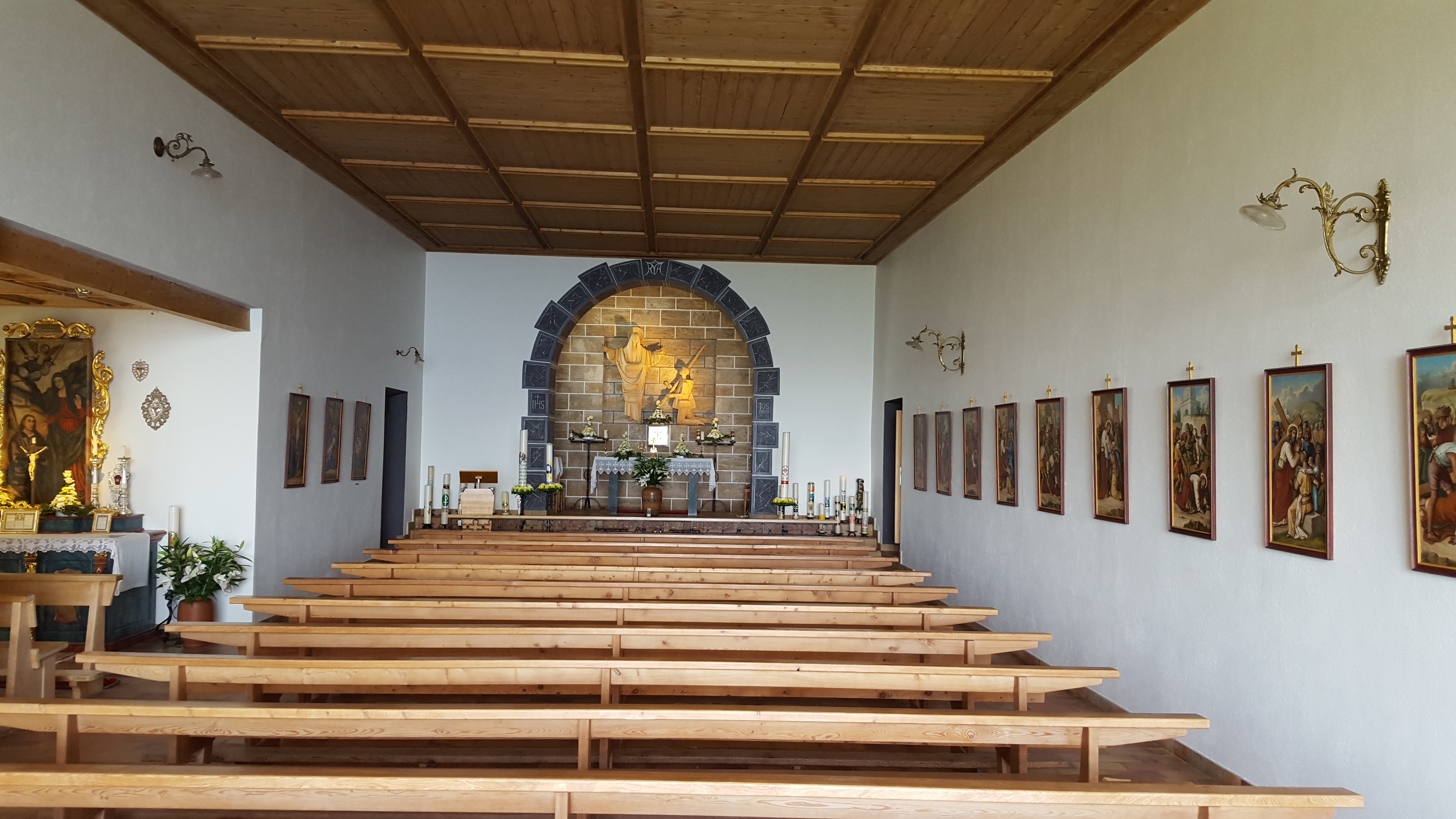
Innenansicht der Kirche heute
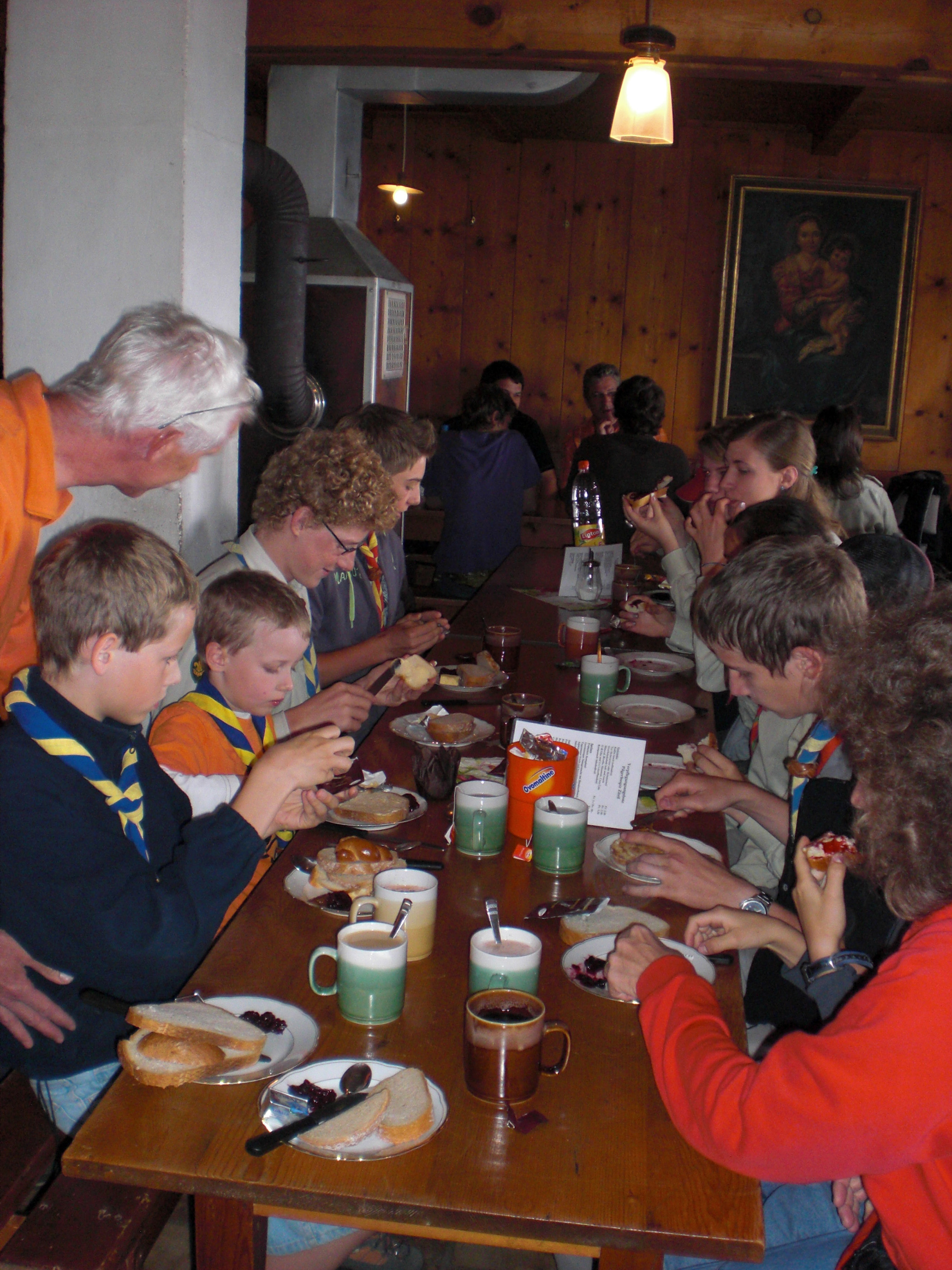
Morgenessen in der Pilgerstube

## Pater Lozza und sein Wallfahrtsspiel
In den Jahren 1919 bis 1936 war der Bündner Kapuziner Alexander Lozza (1880–1953) Kustos von Ziteil. Lozza betreute als Seelsorger das Dorf Salouf, traditionellerweise gehörte dazu auch das Amt des Kustos von Ziteil. Lozza war sehr verbunden mit dem Wallfahrtsort und ging von hier aus auch gerne zur Jagd, wie Fotos aus seinem Nachlass zeigen. Ein Sammelband mit Gedichten, die über die Jahre entstanden, trägt den Titel Ziteil. Lozza verfasste auch ein Wallfahrtsspiel, das 1933 uraufgeführt wurde: L’appariziung da Nossadonna da Ziteil / Die Erscheinung der Madonna von Ziteil.

## Wallfahrtstage
Kirche und Pilgerhaus Ziteil sind geöffnet ab Samstagmittag und an Sonntagen der Sommermonate Juli, August und September – bis Anfang August auch bis Montagmittag.
Ausserdem werden folgende Feiertage in Ziteil gefeiert:
| - 26. Juni (Kirchweihfest) - 29. Juni (Peter und Paul) - 2. Juli (Mariae Heimsuchung) - 11. Juli (Plazidus und Sigisbert) - 22. Juli (Magdalena) - 25. Juli (Jakobus) - 26. Juli (Anna) | - 5. August (Maria Schnee) - 10. August (Laurentius) - 16. August (Rochus) - 24. August (Bartholomäus) - 8. September (Mariae Geburt) - 21. September (Matthäus) - 29. September (Michael) |

## Zustiege

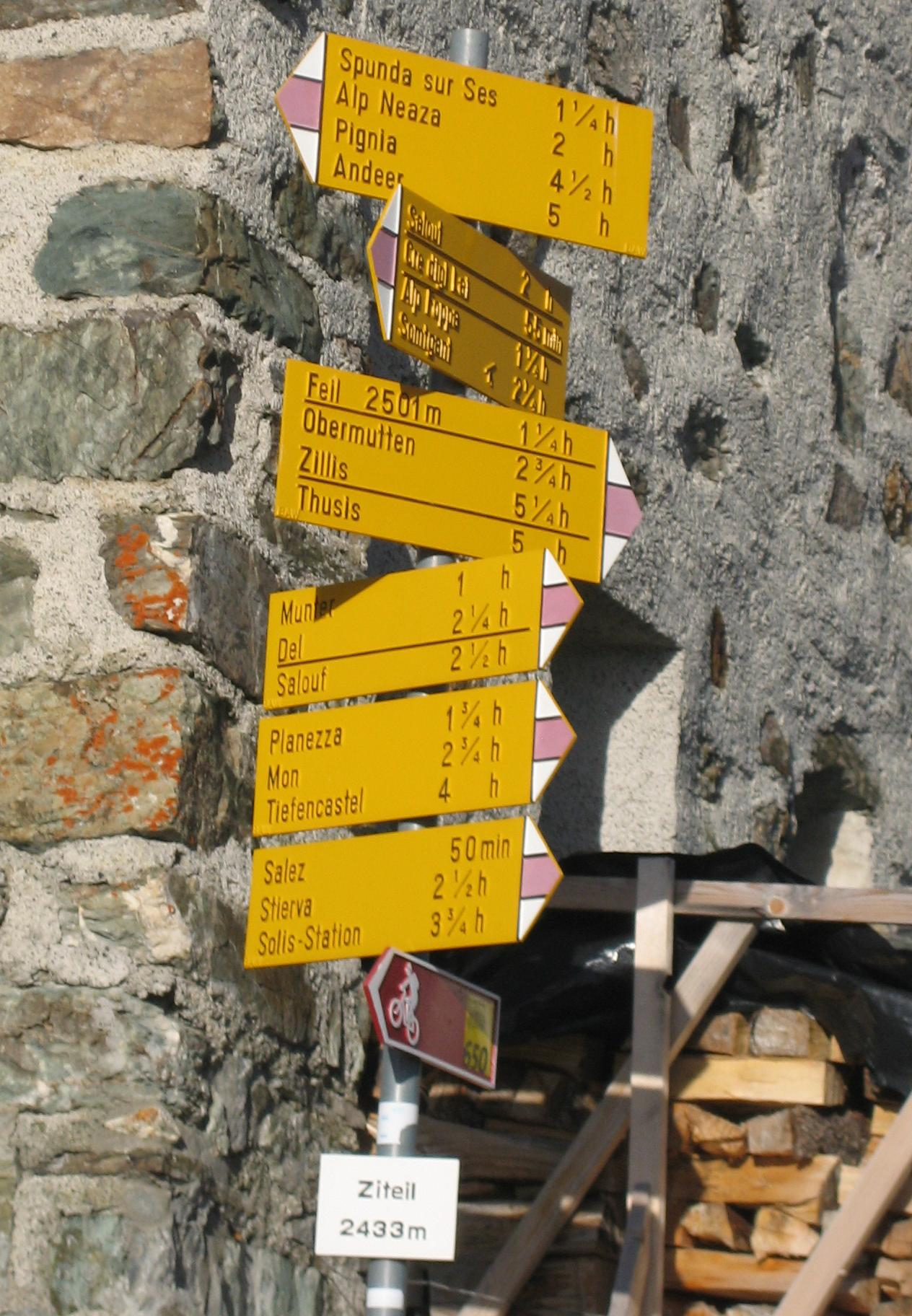
Wegweiser bei Ziteil.

### Durch den Got Grond
- Ausgangspunkt: Mon (1231 m), Salouf (1258 m) oder Parkplatz Munter (1860 m)
- Route: Durch den Got Grond entlang Munter, Furcletta
- Schwierigkeit: Bergwanderer
- Zeitaufwand: 3½ Stunden von Mon oder Salouf, 1¾ Stunden vom Parkplatz Munter

### Über Cre digl Lai
- Ausgangspunkt: Salouf (1258 m) oder Parkplatz Cre digl Lai (1780 m)
- Route: Auf dem Bergweg nach Cre digl Lai, Furcla
- Schwierigkeit: Bergwanderer
- Zeitaufwand: 3 Stunden von Salouf, 1¾ Stunden vom Parkplatz Cre digl Lai

### Von Schams
- Ausgangspunkt: Pignia (1054 m) oder Bavugls (1940 m)
- Route: Alp Neaza, Pass Colmet (2676 m)
- Schwierigkeit: erfahrener Bergwanderer
- Zeitaufwand: 6 Stunden von Pignia, 3½ Stunden von Bavugls

## Galerie

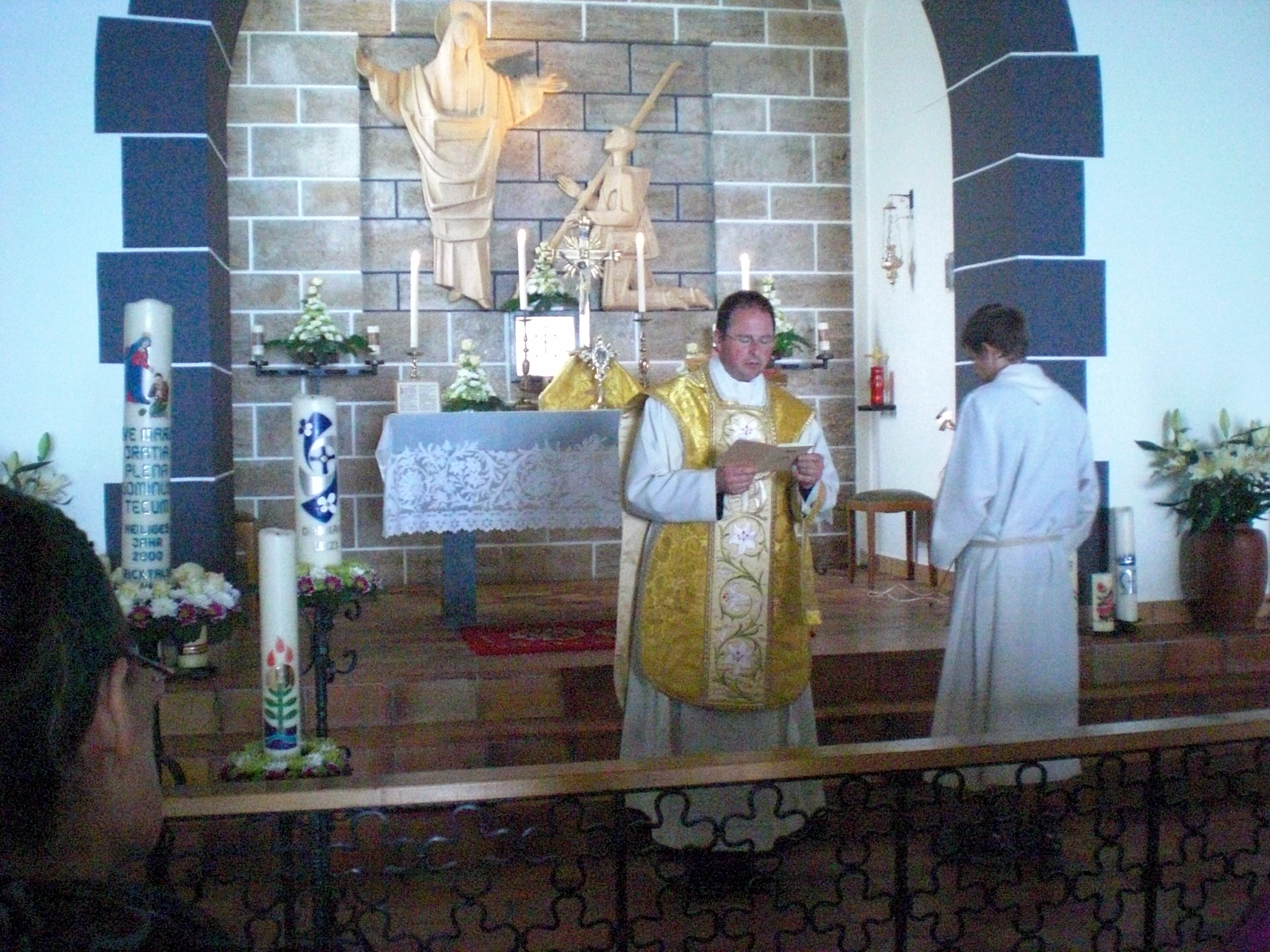
Andacht in der Kirche Ziteil
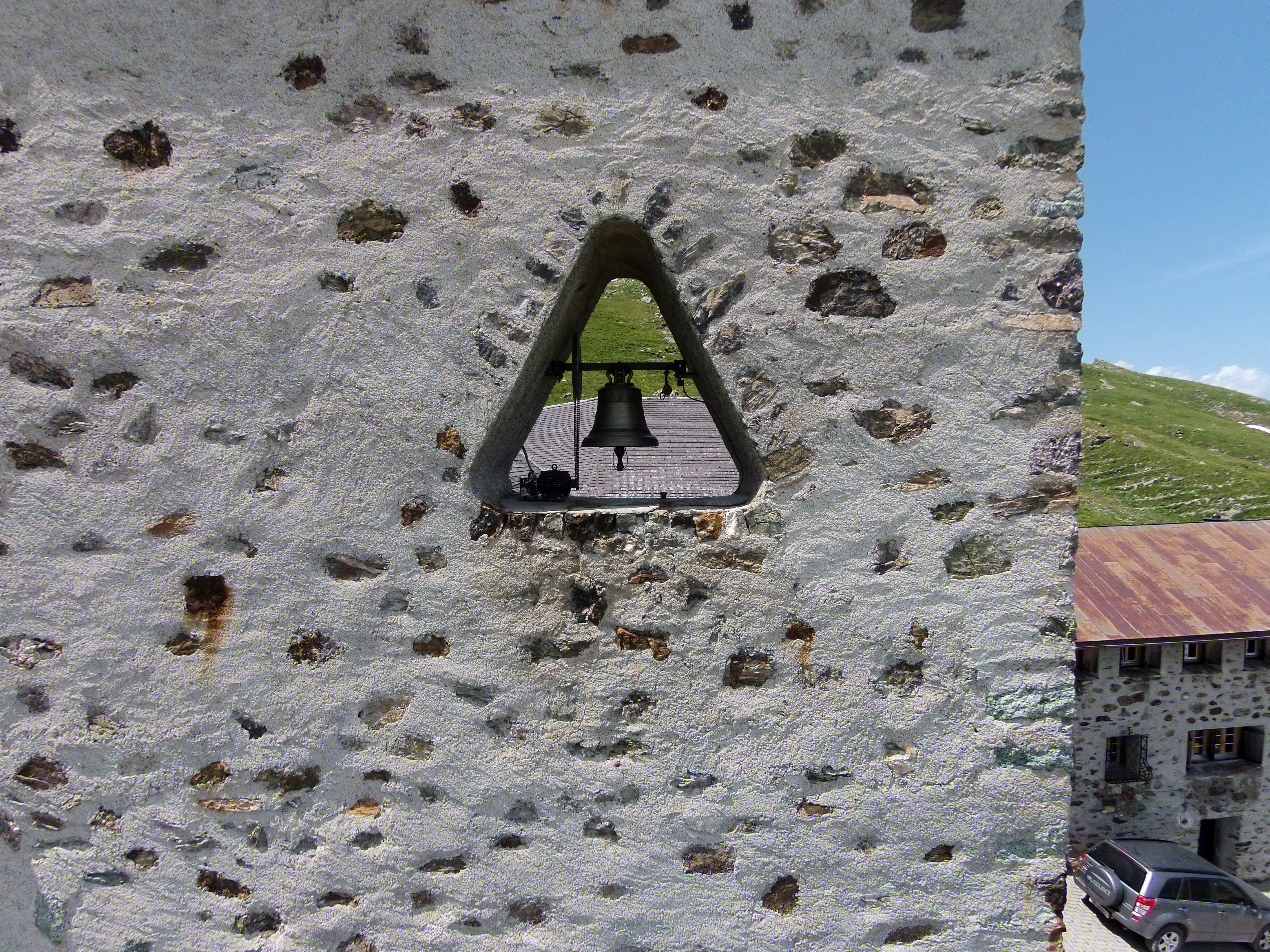
Glockenturm von Ziteil
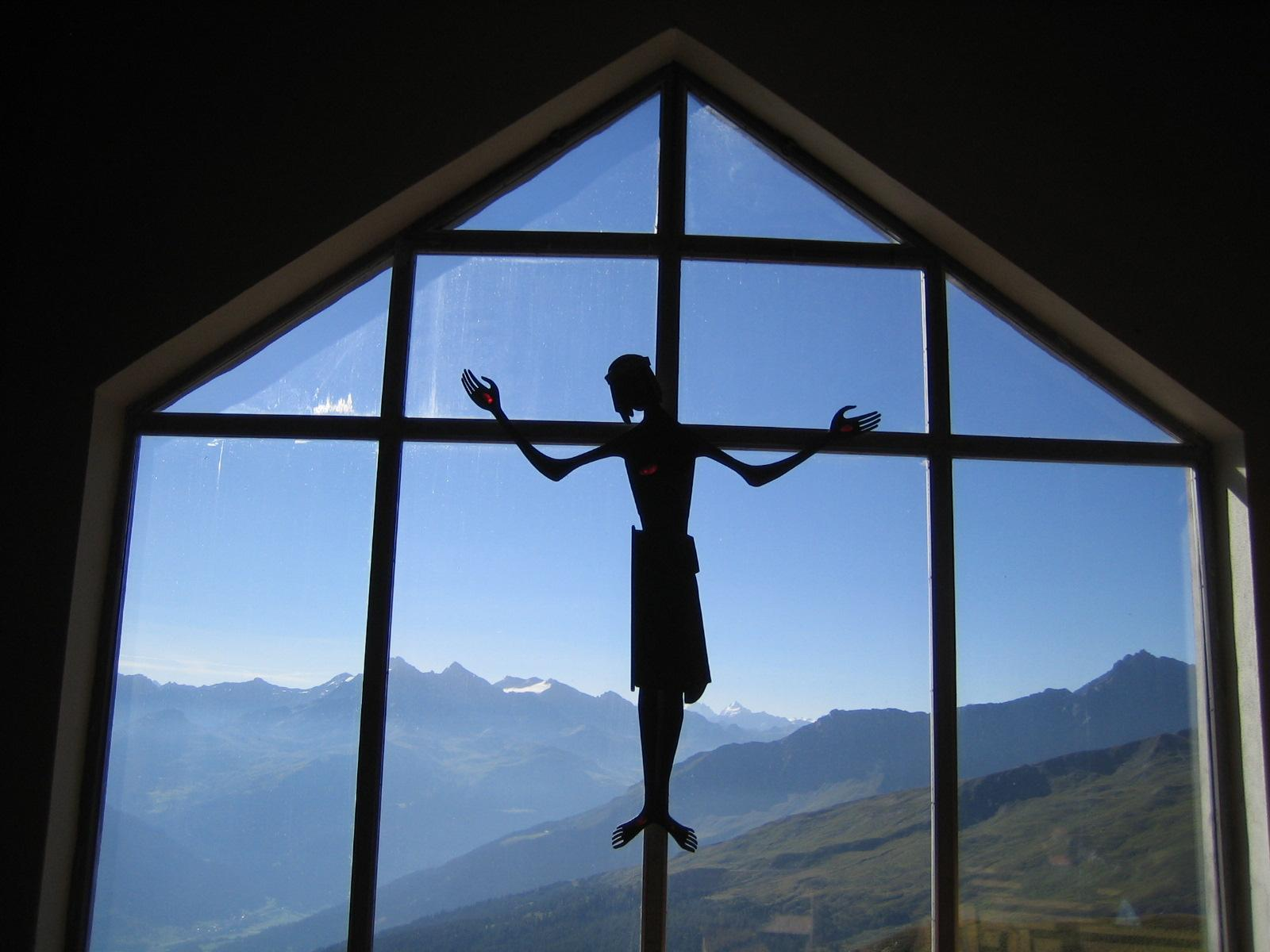
Fenster Richtung Osten
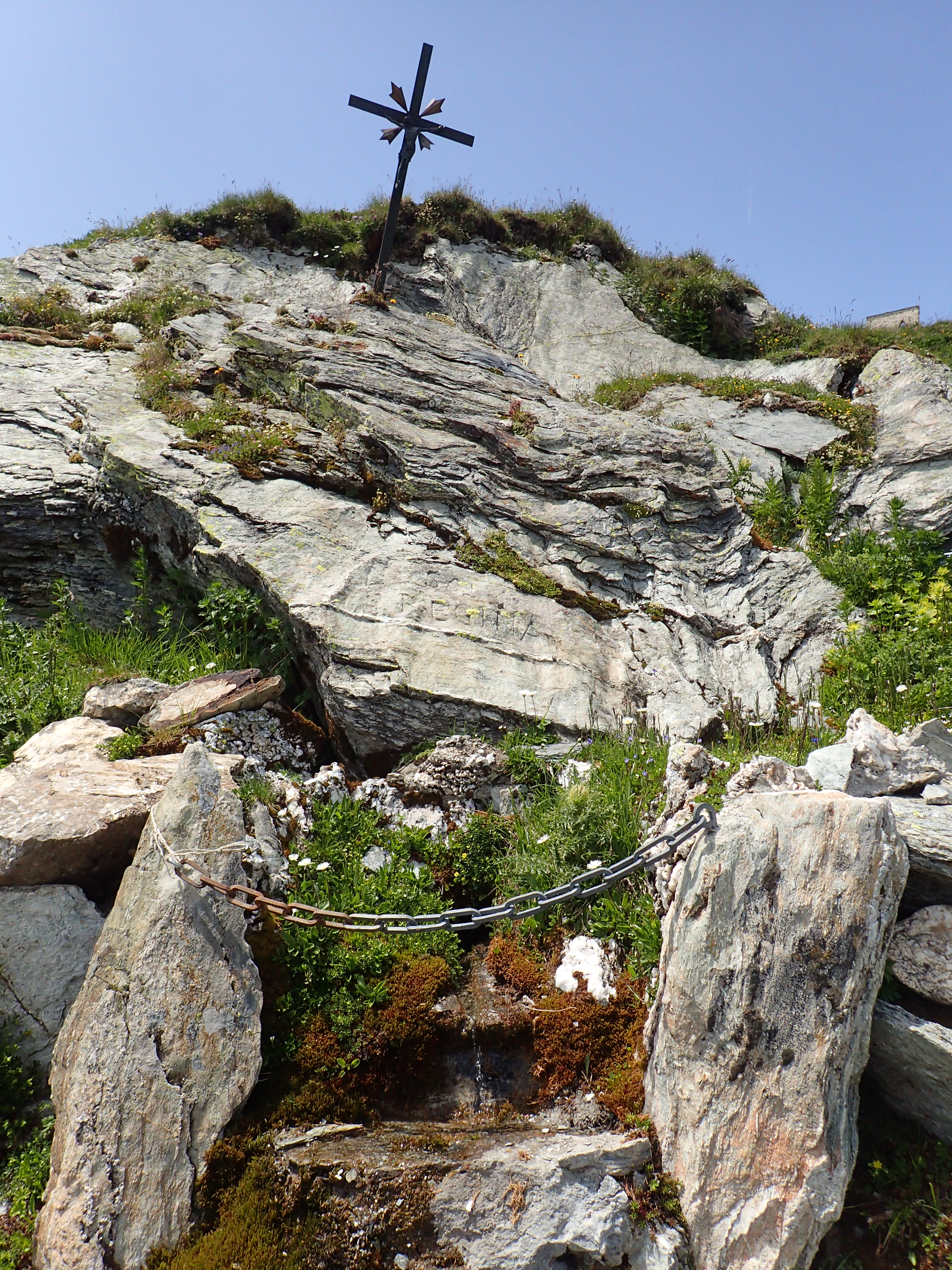
Wasserquelle unterhalb von Ziteil
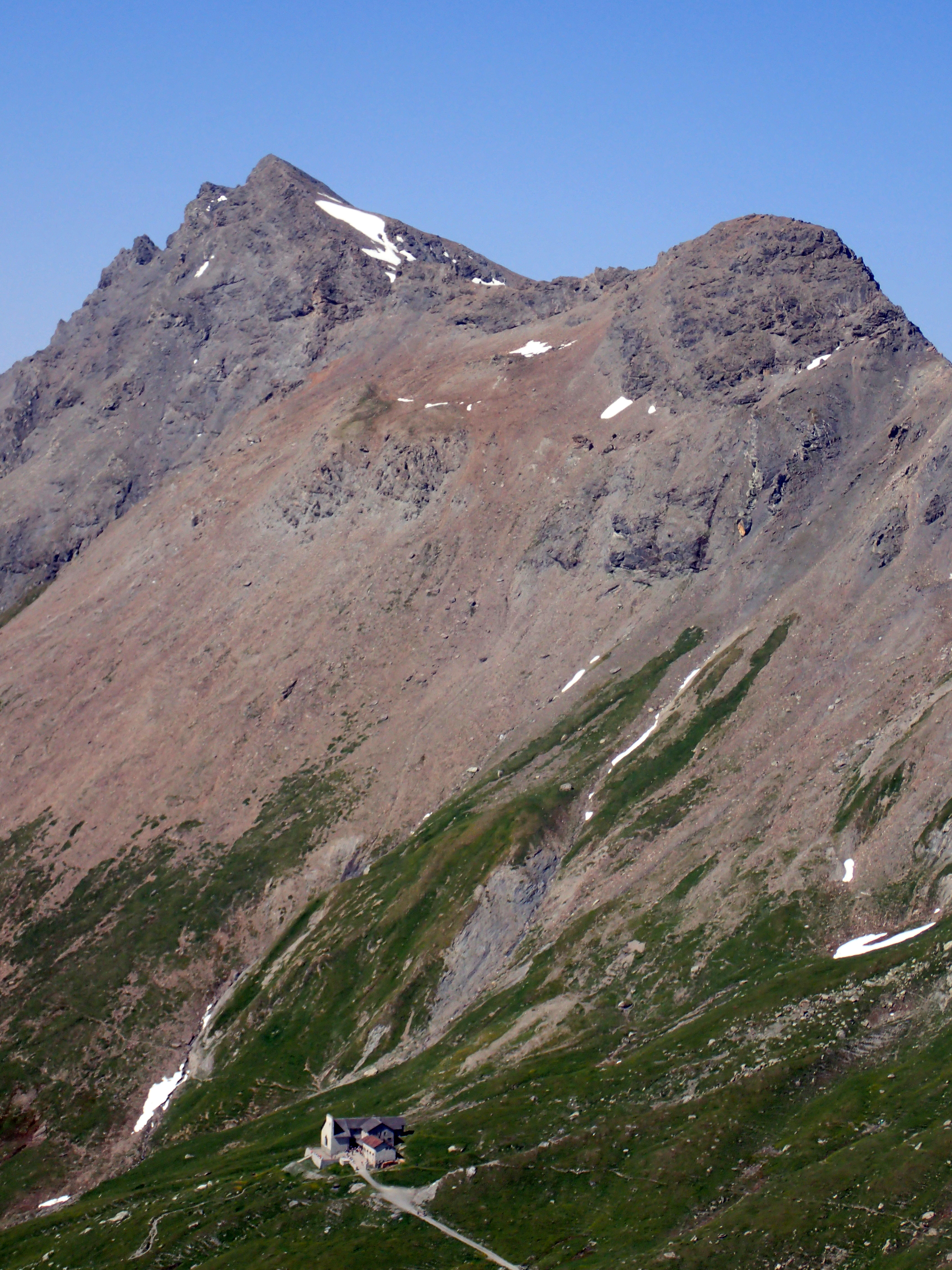
Ziteil und Piz Curvér, aufgenommen von unterhalb vom Piz Toissa